# پورتیج (واشینگتن)
پورتیج (به انگلیسی: Portage) یک منطقهٔ مسکونی در ایالات متحده آمریکا است که در شهرستان کینگ، واشینگتن واقع شده‌است.